# Iwan Selezniow
Iwan Fiedorowicz Selezniow (ur. 3 stycznia 1856 w Kijowie, zm. 31 marca 1936 tamże) – ukraiński malarz, twórca malarstwa ściennego.
Od 1872 studiował na Akademii Sztuk Pięknych w Petersburgu, jego wybitne osiągnięcia w nauce zostały nagrodzone trzykrotnym przyznaniem srebrnego medalu (1876, 1878, 1880) oraz złotego medalu rok po ukończeniu studiów w 1882. Uczelnię ukończył w wyróżnieniem, Od 1883 przebywał i tworzył w Rzymie, po powrocie do Kijowa od 1886 był nauczycielem rysunku, od 1901 uczył w szkole prowadzonej przez Mikołaja Iwanowicza Muraszko. Od 1911 do 1914 był dyrektorem Szkoły Sztuki w Kijowie. Uczestniczył w pracach renowacyjnych fresków z XII wieku w Monasterze św. Cyryla w Kijowie.
Twórczość Iwana Fiedorowicza Selezniowa obejmuje w większości historyczne sceny obyczajowe i portrety, część z nich to ukazywanie całej postaci na tle wnętrz mieszkalnych. Z czasów pobytu w Rzymie pochodzi kolekcja pejzaży antycznych. Był autorem ilustracji do podręcznika dla początkujących malarzy.